# قتل در خوابگاه دانشجویی
قتل در خوابگاه دانشجویی (به انگلیسی: Hickory Dickory Dock) رمانی جنایی اثر آگاتا کریستی است.
این کتاب که از مجموعه داستان‌های پوآرو می‌باشد در ۳۱ اکتبر ۱۹۵۵ در بریتانیا توسط انتشارات کولینز کرایم کلوب و در ۵ نوامبر همان سال توسط انتشارات داد، مید اند کمپانی در آمریکا به چاپ رسیده است.
قیمت کتاب در بریتانیا ۱۰ شیلینگ و شش پنسی و در آمریکا ۳ دلار بوده است.

## داستان
خانم لمون، منشی پوارو در نوشتن نامه اشتباه می‌کند و به پوارو می‌گوید دلیل اشتباهاتش، مشکلاتی است که برای هوبارد لمون (خواهرش) پیش آمده (خواهر خانم لمون در یک خوابگاه دانشجویی کار می‌کند)
پوارو از خواهر خانم لمون دعوت می‌کند که به دیدنش بیاید؛ و هوبارد به پوارو می‌گوید در طی روزهای اخیر، دزدی‌هایی در خوابگاه صورت گرفته است و پوارو به خوابگاه می‌رود و وبه دانشجوها در این باره اخطار می‌دهد؛ و بعد از آن یکی از دانشجوها به انجام برخی دزدی‌ها اعتراف می‌کند؛ ولی نه به همه دزدی‌ها روز بعد دختری که به دزدی‌ها اعتراف کرده به قتل می‌رسد و چند روز بعد مالک خوابگاه و یکی دیگر از دانشجوها هم به قتل می‌رسند و پوارو پرده از این قتل‌ها برمی‌دارد.